# Nikolaos Foskolos
Nikolaos Foskolos gr. Νικόλαος Φώσκολος (ur. 11 grudnia 1936 w Komi na Tinos) – grecki duchowny rzymskokatolicki, arcybiskup archidiecezji ateńskiej w latach 1973-2014, przewodniczący Episkopatu Grecji w latach 1992-2004.

## Życiorys
W 1961 został wyświęcony na księdza, zaś 12 sierpnia 1973 uzyskał sakrę biskupią. Od 25 czerwca 1973 sprawował funkcję arcybiskupa archidiecezji ateńskiej i administratora apostolskiego archidiecezji Rodos.
12 sierpnia 2014 papież Franciszek przyjął jego rezygnację z pełnionego urzędu złożoną ze względu na wiek. Jego następcą został Sewastianos Rosolatos.